# Couesmes
Couesmes is een gemeente in het Franse departement Indre-et-Loire (regio Centre-Val de Loire) en telt 519 inwoners (2004). De plaats maakt deel uit van het arrondissement Tours.

## Geografie
De oppervlakte van Couesmes bedraagt 18,8 km², de bevolkingsdichtheid is 27,6 inwoners per km².
De onderstaande kaart toont de ligging van Couesmes met de belangrijkste infrastructuur en aangrenzende gemeenten.

## Demografie
Onderstaande figuur toont het verloop van het inwonertal (bron: INSEE-tellingen).